# Khorata ninhbinh
Espèce
Khorata ninhbinh est une espèce d'araignées aranéomorphes de la famille des Pholcidae.

## Distribution
Cette espèce est endémique de la province de Ninh Bình au Viêt Nam,. Elle se rencontre dans le parc national de Cúc Phương.

## Description
Le mâle holotype mesure 2,62 mm et la femelle paratype 3,20 mm.

## Systématique et taxinomie
Cette espèce a été décrite par Zhang, Li et Yao en 2024.

## Étymologie
Son nom d'espèce lui a été donné en référence au lieu de sa découverte, la province de Ninh Bình.

## Publication originale
- Zhang, Li & Yao, 2024 : « A new species of the spider genus Khorata Huber, 2005 (Araneae, Pholcidae), with a list of Khorata species from Vietnam. » Biodiversity Data Journal, vol. 12, no e128884, p. 1-8 (texte intégral).